# Autovía AV-20
Die Autovía AV-20 ist eine Autobahn in Spanien, die im derzeitigen Ausbauzustand seit 2008 einen Teil der Stadt Ávila umrundet (Circunvalación de Ávila). Sie ist durch Umbenennung der bis dahin so bezeichneten Autovía A-51 entstanden, diese Bezeichnung A-51 wird nunmehr anders verwendet.

## Streckenführung
| Position | höchstzulässige Geschwindigkeit (km/h) | km        | Richtung Ávila                                          | Richtung Villacastín                  | Anschluss an | Bemerkungen |
| -------- | -------------------------------------- | --------- | ------------------------------------------------------- | ------------------------------------- | ------------ | ----------- |
| 1        | 120                                    |           |                                                         | AP-6 Madrid A Coruña                  | AP-51        |             |
| 2        | 120                                    |           | Vicolozano-Villacastín Segovia-Madrid                   | Vicolozano-Villacastín Segovia-Madrid | N-110        |             |
| 3        | 120                                    | 104       | Beginn der AV-20 Umfahrung der Ávila                    | Ende der AV-20 Umfahrung der Ávila    | AV-20        |             |
| 4        | 120                                    |           | Ávila Einkaufszentrum Krankenhaus                       | Ávila Einkaufszentrum Krankenhaus     |              |             |
| 5        | 120                                    | 105-106   | Ávila Valladolid                                        | Ávila Valladolid                      | N-403        |             |
| 6        | 100                                    | 108-109   | Ávila Salamanca                                         | Ávila Salamanca                       | A-50         | Gabelung    |
| 7        | 120                                    | 112A-112B | Ávila Toledo                                            | Ávila Toledo                          | N-403        |             |
| 8        | 100                                    | 113-114   | Ende der AV-20 Umfahrung der Ávila                      | Beginn der AV-20 Umfahrung der Ávila  | AV-20        |             |
| 9        | 100                                    |           | Piedrahíta, Plasencia, Solosancho, Talavera de la Reina |                                       | N-110 N-520  |             |

## Größere Städte an der Autobahn
- Ávila